# Fuhai Jiedao
Fuhai Jiedao (kinesiska: 福海, 福海街道) är en socken i Kina. Den ligger i provinsen Yunnan, i den sydvästra delen av landet, nära eller i provinshuvudstaden Kunming. Antalet invånare är 122 060. Befolkningen består av 58 791 kvinnor och 63 269 män. Barn under 15 år utgör 11,0 %, vuxna 15-64 år 82 %, och äldre över 65 år 5,0 %. Fuhai Jiedao ligger vid sjöarna  Dian Chi och Dianchi.
Genomsnittlig årsnederbörd är 1 483 millimeter. Den regnigaste månaden är juni, med i genomsnitt 199 mm nederbörd, och den torraste är december, med 61 mm nederbörd.